# Gunnar Geisse

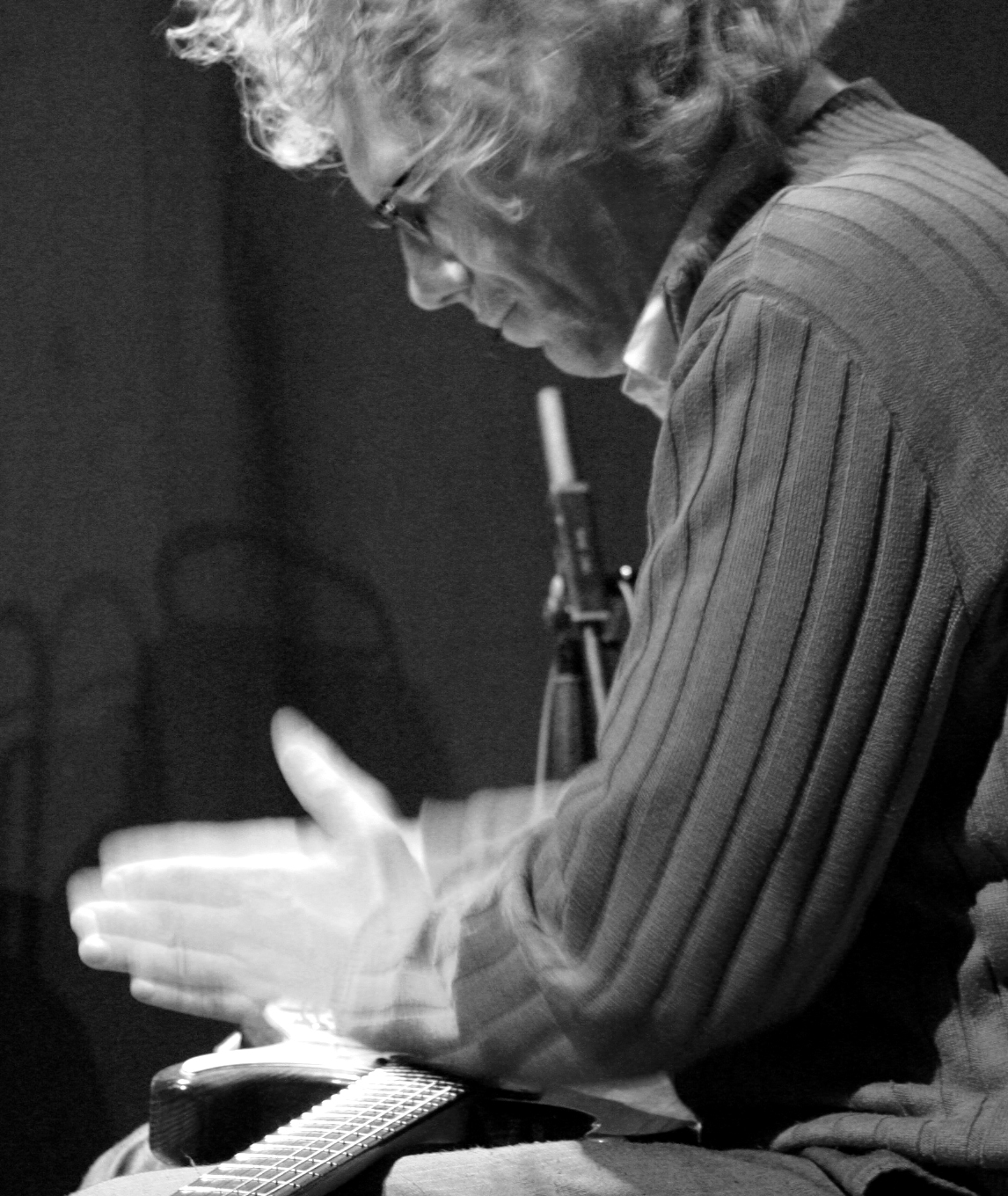
Gunnar Geisse

Gunnar Geisse (* 11. Juli 1962 in Gießen) ist deutscher Musiker, Improvisator, Komponist und Interpret. Er bewegt sich im Spannungsfeld zwischen experimenteller/improvisierter Musik und Neuer Musik. Dafür entwickelte er ein komplexes Instrumentarium aus elektrischer Gitarre und elektronischer Klangverarbeitung, das er laptop guitar nennt. Außerdem spielt er diverse andere Saiteninstrumente, neben Banjo und Mandoline vornehmlich solche aus Zentralasien, wie usbekische oder persische Dotâr. 

## Leben
Geisse hat seine musikalische Laufbahn in der frühen Jugend als Rock-Gitarrist begonnen. Mit Ende der Schulzeit wechselte er in den Bereich Jazz und absolvierte im Anschluss eine Ausbildung zum E-Gitarristen. Bei einem Konzertbesuch des Moers Festivals sah er, wie sich Ornette Coleman in einem Sarg auf die Bühne tragen ließ und im Disco-Glitzeranzug den durch ihn geprägten Free Jazz spielte. Nach diesem Schlüsselerlebnis kaufte Geisse für seine Bandmitglieder Spielzeugsaxophone aus Plastik und verwarf den ursprünglichen Plan, klassische Jazzstandards zu spielen. Improvisation und ein experimenteller Zugang wurden in dieser Zeit in seinem musikalischen Verständnis verankert. Das erste professionelle Engagement absolvierte er dann allerdings mit dem „New York Broadway Ensemble“, mit dem er für ca. zwei Jahre durch Europa tourte. Teil eines orchestralen Klangkörpers zu sein, war für ihn dabei die wesentliche Erfahrung.
Die Avantgarde-Combo „Brother Virus“ mit Werner Klausnitzer, Patrick Scales und Maurice de Martin prägte Geisse Ende der 1980er Jahre entscheidend. Sie gastierten in New York (Knitting Factory) und spielten als erste Band im Deutschen Fernsehen live improvisierte Musik zu einer TV-Sendung – „Veranda“ von Dagobert Lindlau. Mit „Brother Virus“ beschritt Gunnar Geisse zum ersten Mal jene musikalisch eigenen Wege, die sich in seiner Entwicklung in den Jahren zuvor schon abzeichneten. Bei Enja erschien 1991 das Album „Happy Hour“.
1992 verlor Geisse bei einem schweren Kletterunfall die beiden mittleren Finger seiner rechten Hand. Während der vielfachen Aufenthalte im Krankenhaus war zunächst nicht klar, ob er seine musikalische Laufbahn würde fortsetzen können. In Auseinandersetzung mit den Kompositionstechniken des 20. Jahrhunderts fand er sein Interesse für Struktur. Er notierte noch im Krankenhaus erste Kompositionen, die mehr der Neuen Musik zuzurechnen sind. Um sie auditiv nachzuvollziehen, spielte er später die einzelnen Spuren – bis zu 200 übereinander – in einem Tonstudio ein. Aus seinem Strukturinteresse heraus arbeitete er mit dem Institut für Experimentelle Physik der Universität Magdeburg auf den Gebieten Komplexitätstheorie, Nichtlineare Phänomene und Simulation zusammen und ließ Strukturmodelle der Natur in seine Musik einfließen. Die Aufnahmen wurden unter dem Titel „AtEM“ veröffentlicht.
Im Rahmen eines Kompositionswettbewerbes wurde Hans Zender als Juror auf diese außergewöhnliche Musik aufmerksam. Gunnar Geisse erhielt ein einjähriges Stipendium der Akademie Schloss Solitude. Dort entstand die Komposition „Das diskrete Jetzt“. Er vertiefte sich in das Phänomen der musikalischen Zeit. Bei der erneuten Suche nach möglichen Strukturvorgaben der Natur erhielt er wichtige Anregungen und Impulse am Institut für Medizinische Psychologie der Ludwig-Maximilians-Universität München (LMU) zum Thema „Zeit und ihre Wahrnehmung“. Die klassischen Gestaltungsparameter Tempo, Metrum und Rhythmus rückten durch diese Perspektiverweiterung zugunsten einer psychologischen Zeitwahrnehmung in den Hintergrund.
Nach den Arbeiten zu Struktur und Zeit stellte sich für Gunnar Geisse die Frage nach einem elementaren Zugang zur Harmonik. Seit 2003 geht er dem nichtlinearen Phänomen der Kombinationstöne nach, die in der Schnecke des Innenohrs entstehen, ohne physikalisch im Luftraum vorhanden zu sein. Als fehlender Baustein zu den bereits verwendeten Elementen Teiltonreihe und Teiltonmatrix komplettierten die Kombinationstöne sein harmonisches Kompositionsinstrumentarium zu einer eigenständigen Kompositionstechnik. Die Arbeiten sind auf CD unter dem Titel „MEtA“ bei Creative Sources Recordings erschienen. 2006 gab er durch ein theoretisches Skript Einblick in seine spezifische Harmonik. 
Paradoxerweise wurden für ihn mit diesen kompositorisch tonalen Präzisierungen auch die geräuschbasierte Improvisation und ihr physisches, expressives Moment immer wichtiger; seine Improvisationsmodelle veränderten sich unter diesen Einflüssen. Ab 2005 wurden verstärkt Elektronik und Laptop Arbeits- und Ausdrucksmittel. Er entwickelte in diesem Kontext eine eigene Hardware/Software-Schaltung (laptop guitar) die es ihm ermöglicht, seine analoge Spielweise auf digitaler Ebene fortzuführen.
Gunnar Geisse erhielt mehrere Auszeichnungen und Stipendien, darunter den Musikförderpreis der Landeshauptstadt München und das Kompositions-Stipendium der Akademie Schloss Solitude, Stuttgart. Er lebt seit 1985 in München.

## Zusammenarbeit
Gunnar Geisse spielte mit vielen Musikern aus den drei wesentlichen Bereichen seines musikalischen Schaffens – experimentelle/improvisierte Musik, Neue Musik und zeitgenössischer Jazz.
Er spielte mit Richard Barrett, Phil Durrant, eRikm, Pierre Favre, Vinko Globokar, Barry Guy, Franz Hautzinger, Jason Kahn, Joëlle Léandre, Thomas Lehn, Michael Lentz, George Lewis, David Moss, Günter Müller, Olga Neuwirth, Phill Niblock, Evan Parker, Elliott Sharp, Giancarlo Schiaffini, Ed Schuller, Mike Svoboda, Gary Thomas, Wu Wei, Maurice de Martin und Xu Fengxia.
Gunnar Geisse arbeitete für/spielte Werke von Hans-Jürgen von Bose, John Cage, Peter Maxwell Davies, Fred Frith, Gérard Grisey, Hans Werner Henze, Tom Johnson, Helmut Lachenmann, Anestis Logothetis, Chico Mello, Josef Anton Riedl, Iris ter Schiphorst, Dieter Schnebel, James Tenney, Kurt Weill, Jörg Widmann, Christian Wolff und Udo Zimmermann.
Er spielte – auch als Solist – unter Stefan Asbury, Paul Daniel, Péter Eötvös, Franck Ollu, Lothar Zagrosek mit dem Symphonieorchester des Bayerischen Rundfunks (BR), dem Orchester der Bayerischen Staatsoper, dem Radio-Sinfonieorchester Stuttgart des SWR, dem Staatsorchester Stuttgart, dem Orchester des Staatstheaters am Gärtnerplatz München und den Münchner Symphonikern. 
Geisse war/ist ferner Mitglied der Band Brother Virus, le petit chien, ICI ensemble, Go Guitars, Berlin Jazz Composers Ensemble, Fractal Gumbo, NIE Quartett.

## Diskographie (Auswahl)
- 1987/1988: Gunnar Geisse ballads, MGI records/Intercord (auch als LP)
- 1991: Brother Virus Happy Hour (Knitting Factory NYC), TUTU/enja records [3½* Down Beat, 4* Jazzthetik]
- 1992: No Distance different guitars, Outside Records
- 1999: le petit chien woof., enja records [5* Jazz Zeitung, 3½* Rolling Stone]
- 2000: Drum For Your Life Glückmann, Samara Tone
- 2000: Gunnar Geisse At∃M⎪MEtA, NYX
- 2001: Michael Lentz & Go Guitars Ende gut. Sprechakte, edition selene/BR
- 2001: Adam Pieroñczyk Digivooco feat. Gary Thomas, PAO [5* Fono Forum, "CD des Jahres"]
- 2002: Marty Cook Fractal Gumbo, TUTU records
- 2003: Maurice de Martin, Berlin Jazz Composers Ensemble Transylvaniana, Chaos Records
- 2005: Go Guitars & Singer Pur Electric Seraphim, K&K Verlagsanstalt Edition Kloster Maulbronn
- 2006: Ici Ensemble The Wisdom Of Pearls, PAO/BR
- 2007: Ici Ensemble & George Lewis, PAO
- 2007: Gunnar Geisse MEtA⎪At∃M, CS creativesourcesrecords
- 2008: Ici Ensemble & Olga Neuwirth, NEOS
- 2017: Udo Schindler / Ove Volquartz / Gunnar Geisse, Artoxin, Unit
- 2025: Udo Schindler / Werner Dafeldecker / Gunnar Geisse: Travelling Sound Images - Cognitive Transfers [Trio] (Creative Sources)